# Toreutika

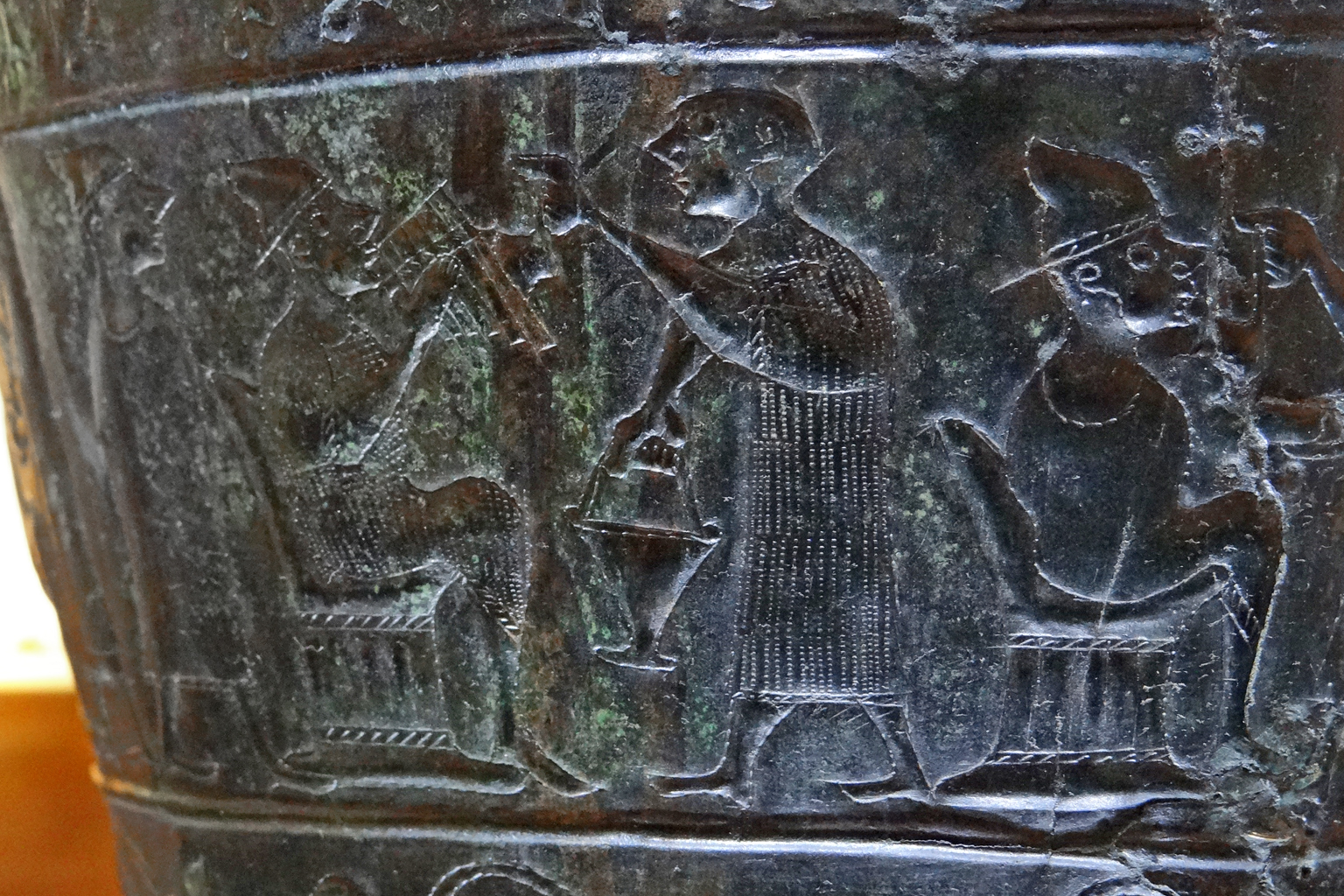
Toreutika z 5. století př. n. l., nalezená ve slovinském Veče

Toreutika je odborné označení výtvarné techniky spočívající ve zdobení kovových předmětů (zlato, měď, stříbro), převážně nádob, zastudena pomocí tepání, rytí či cizelování, které vytváří na povrchu ornamenty či figurální motivy. Termín pochází z řeckého τορευς (nástroj s ostrou špičkou) a označuje i umělecká díla takto zhotovená.
Toreutika existovala už v době bronzové, rozvoj zaznamenala na Krétě, v Asýrii, Persii a antickém Řecku, kde byl nejvýznamnějším toreutikem Rhoecus.